# Grand Prix automobile du Canada 1994
GP précédent GP suivant
Le Grand Prix automobile du Canada 1994 (Grand Prix Molson du Canada), disputé sur le circuit Gilles-Villeneuve de Montréal le 12 juin 1994, est la 554e épreuve de l'histoire du championnat du monde de Formule 1 courue depuis 1950 et la sixième manche du championnat 1994.

## Course

### Déroulement de l'épreuve
Schumacher est en pole position avec à ses côtés le pilote Ferrari Jean Alesi. Suivent Berger, Hill, Coulthard et Barrichello.
À l'extinction des feux, Schumacher se maintient en tête et les positions se figent au détail près que Coulthard devance son équipier Damon Hill. Rapidement Schumacher creuse l'écart alors que les deux Ferrari sont suivies de près par les deux Williams. Au 5e tour Hill attaque son coéquipier, sans succès, alors qu'Alesi et Schumacher s'échappent. Berger bouchonne Barrichello et Häkkinen.
Au 8e tour Hill passe son coéquipier et rattrape rapidement Berger qui avait pris quelques longueurs en raison de la bataille entre les deux pilotes britanniques. L'écart se stabilise aux environs de 4 secondes entre Schumacher et Alesi. Au 10e tour, Hill réalise le meilleur tour en course et se fait de plus en plus pressant derrière Berger. Coulthard, Barrichello et Häkkinen revenant eux aussi. Damon Hill réalise à nouveau le meilleur tour en course dans la 16e boucle, tandis que son équipier semble plus en difficulté puisqu'il se fait distancer par Berger et doubler par Barrichello qui s'empare de la 5e position.
Au 20e tour Häkkinen est le premier des hommes de tête à rentrer aux stands. Une stratégie à 2 arrêts semble se dessiner pour la McLaren-Peugeot. Devant, Schumacher pointe à 12 s 4 devant Alesi qui possède 2 s 8 secondes d'avance sur Damon Hill. Ce trio ne rentrant toujours pas aux stands, une stratégie à un seul arrêt paraît envisageable. Au 26e tour le classement est Schumacher (aucun arrêt) - Alesi (aucun arrêt) - Hill (aucun arrêt) - Coulthard (aucun arrêt) - Fittipaldi (aucun arrêt) - Berger (1 arrêt) - Barrichello (1 arrêt) - Häkkinen (1 arrêt).
Tandis que le ciel s'obscurcit et que Hill revient à moins de 2 secondes d'Alesi, Schumacher réalise le meilleur temps en cette trentième boucle (1 min 29 s 196). Alesi ravitaille au tour suivant alors qu'Hill se rapprochait de plus en plus de son aileron arrière. Au 32e passage Schumacher établit un nouveau meilleur tour en course alors qu'Alesi ressorti devant Coulthard et Fittipaldi bouchonne les deux pilotes avec ses pneus froids. Au tour suivant Damon Hill rentre et il ressort devant Alesi : stratégie payante pour Williams qui récupère la seconde position.
Coulthard et Fittipaldi rentrent aux stands à la boucle suivante lorsque la pluie se met à tomber. Schumacher retarde alors son arrêt pour envisager toutes les possibilités lorsque le soleil réapparaît. Schumacher peut alors rechausser des pneus secs. Alesi est rattrapé par Berger talonné par Häkkinen mais les deux pilotes doivent encore s'arrêter. Alesi peut respirer de même que toute l écurie Ferrari puisque Berger est ressorti devant Häkkinen.
En tête, Schumacher maintient son avance aux environs de 30 secondes sur Hill et de 45 secondes sur Alesi. Le podium se dessine de plus en plus clairement. Alors qu'Häkkinen est de plus en plus pressant derrière Berger, il abandonne. Schumacher gère son avance, Hill perdant même un peu de temps sur le pilote Benetton qui remporte la course. Les deux Ferrari se classent 3e et 4e, Coulthard est 5e et JJ Letho inscrit le point de la 6e place, le seul point qu'il marquera dans la saison.

### Classement de la course
| Pos. | No | Pilote                | Écurie            | Tours | Temps/Abandon                      | Grille | Points |
| ---- | -- | --------------------- | ----------------- | ----- | ---------------------------------- | ------ | ------ |
| 1    | 5  | Michael Schumacher    | Benetton-Ford     | 69    | 1 h 44 min 31 s 887 (176,244 km/h) | 1      | 10     |
| 2    | 0  | Damon Hill            | Williams-Renault  | 69    | + 39 s 660                         | 4      | 6      |
| 3    | 27 | Jean Alesi            | Ferrari           | 69    | + 1 min 13 s 338                   | 2      | 4      |
| 4    | 28 | Gerhard Berger        | Ferrari           | 69    | + 1 min 15 s 609                   | 3      | 3      |
| 5    | 2  | David Coulthard       | Williams-Renault  | 68    | + 1 tour                           | 5      | 2      |
| Dsq. | 9  | Christian Fittipaldi  | Arrows-Ford       | 68    | Disqualifié                        | 16     |        |
| 6    | 6  | Jyrki Järvilehto      | Benetton-Ford     | 68    | + 1 tour                           | 20     | 1      |
| 7    | 14 | Rubens Barrichello    | Jordan-Hart       | 68    | + 1 tour                           | 6      |        |
| 8    | 12 | Johnny Herbert        | Lotus-Mugen-Honda | 68    | + 1 tour                           | 17     |        |
| 9    | 23 | Pierluigi Martini     | Minardi-Ford      | 68    | + 1 tour                           | 15     |        |
| 10   | 4  | Mark Blundell         | Tyrrell-Yamaha    | 67    | Accident                           | 13     |        |
| 11   | 24 | Michele Alboreto      | Minardi-Ford      | 67    | + 2 tours                          | 18     |        |
| 12   | 26 | Olivier Panis         | Ligier-Renault    | 67    | + 2 tours                          | 19     |        |
| 13   | 25 | Éric Bernard          | Ligier-Renault    | 66    | + 3 tours                          | 24     |        |
| 14   | 31 | David Brabham         | Simtek-Ford       | 65    | + 4 tours                          | 25     |        |
| 15   | 11 | Alessandro Zanardi    | Lotus-Mugen-Honda | 62    | Moteur                             | 23     |        |
| Abd. | 7  | Mika Häkkinen         | McLaren-Peugeot   | 61    | Moteur                             | 7      |        |
| Abd. | 19 | Olivier Beretta       | Larrousse-Ford    | 57    | Moteur                             | 22     |        |
| Abd. | 10 | Gianni Morbidelli     | Arrows-Ford       | 50    | Boîte de vitesses                  | 11     |        |
| Abd. | 34 | Bertrand Gachot       | Pacific-Ilmor     | 47    | Pression d'huile                   | 26     |        |
| Abd. | 20 | Érik Comas            | Larrousse-Ford    | 45    | Embrayage                          | 21     |        |
| Abd. | 3  | Ukyo Katayama         | Tyrrell-Yamaha    | 44    | Sortie de piste                    | 9      |        |
| Abd. | 15 | Eddie Irvine          | Jordan-Hart       | 40    | Accident                           | 8      |        |
| Abd. | 29 | Andrea De Cesaris     | Sauber-Mercedes   | 24    | Fuite d'huile                      | 14     |        |
| Abd. | 30 | Heinz-Harald Frentzen | Sauber-Mercedes   | 5     | Accident                           | 10     |        |
| Abd. | 8  | Martin Brundle        | McLaren-Peugeot   | 3     | Panne électrique                   | 12     |        |
| Nq.  | 33 | Paul Belmondo         | Pacific-Ilmor     |       | Non qualifié                       |        |        |

## Pole position et record du tour
- Pole position : Michael Schumacher en 1 min 26 s 178 (vitesse moyenne : 185,894 km/h).
- Meilleur tour en course : Michael Schumacher en 1 min 28 s 927 au 31e tour (vitesse moyenne : 180,148 km/h).

## Tours en tête
- Michael Schumacher : 69 (1-69)

## Statistiques
- 7e victoire pour Michael Schumacher.
- 12e victoire pour Benetton en tant que constructeur.
- 171e victoire pour Ford-Cosworth en tant que motoriste.
- Après la course, Christian Fittipaldi est disqualifié parce que sa voiture pèse 1,5 kg de moins que le minimum réglementaire.